# Приз Залу слави Leica
Приз Залу слави Leica (англ. Prix Leica Hall of Fame) — нагорода для фотографів, яку присуджує з 2011 року німецька фірма Leica за видатні заслуги в галузі фотографії та в просуванні бренду Leica. Нагороду присуджують нерегулярно, без проведення конкурсу та без рішення журі.

## Лауреати
- Стів МакКаррі  США[1]
- Барбара Клемм  Німеччина
- Нік Ут  США
- Рене Буррі  Швейцарія
- Томас Гепкер  Німеччина
- Ара Ґюлер  Туреччина
- Джоел Меєровіц[2]  США
- Джанні Беренго Гардін  Італія
- Брюс Девідсон  США
- Юрген Шадеберг  Німеччина
- Вальтер Фоґель  Німеччина